# 丁兰街道
丁兰街道，中国浙江省杭州市上城区所辖街道办事处，杭州城北郊。总面积 15.6平方千米，辖境内常住人口近8万人。原为丁桥镇，丁桥镇得名于境内的丁桥。该桥是为纪念二十四孝之一的丁兰。2000年开始规划并建设丁桥大型居住区和杭州私营经济园区。2014年9月30日，浙江省人民政府同意撤销丁桥镇建制，其行政区域改由江干区政府直辖，设立丁兰街道办事处。

## 辖区
丁兰街道现辖：
丁桥社区、长睦社区、大塘社区、同协社区、建塘社区、赵家社区、三义社区、丁兰社区、后珠苑社区、丁桥苑社区、长睦苑社区、大唐苑社区、蕙兰社区、明珠社区、美辰社区、长虹社区、沿山村和皋城村

## 交通
丁兰街道的内部道路包括笕丁路、临丁路、同协路、丁群路、大农港东路、丁桥东路等12条主要道路，通过留石高架路、秋石高架路可前往杭州老城区。杭州绕城高速公路亦经过丁兰街道辖区。杭州地铁3号线经过丁桥。